# Ödestugu församling
Ödestugu församling var en församling inom Södra Vätterbygdens kontrakt i Växjö stift inom Svenska kyrkan i Jönköpings kommun. Församlingen ingick i Barnarp-Ödestugu pastorat. Församlingen uppgick 2018 i Barnarp-Ödestugu församling.
Församlingskyrka var Ödestugu kyrka.

## Administrativ historik
Församlingen har medeltida ursprung.
Församlingen utgjorde tidigt ett eget pastorat, var sedan till 1525 annexförsamling i pastoratet Svenarum och Ödestugu. Från 1525 till 1962 var församlingen annexförsamling i pastoratet Malmbäck, Ödestugu och Almesåkra. Från 1962 till 1995 var den annexförsamling i pastoratet Rogberga, Öggestorp, Barnarp och Ödestugu, från 1995 annexförsamling i pastoratet Barnarp och Ödestugu. Församlingen uppgick 2018 i Barnarp-Ödestugu församling.
Församlingskod var 068017.

## Areal
Ödestugu församling omfattade den 1 januari 1976 en areal av 96,4 kvadratkilometer, varav 93,7 kvadratkilometer land.